# Tucles
Tucles o Teocles (en llatí Thucles o Theocles, en grec antic Θουκλῆς, Θεοκλῆς) fou un ciutadà suposadament nascut a Calcis al que una tempesta va portar fins a les costes de Sicília on va trobar la terra molt fèrtil, i va fer negocis amb els seus habitants, els sículs. Va viure al segle VIII aC.
Quan va tornar va informar del que havia vist i va rebre l'encàrrec per part de l'estat de portar un grup de colons de Calcis i Naxos a l'illa. Allí van ocupar el que van anomenar turo del Taure, una posició molt forta i fàcilment defensable, a la costa oriental on després es va construir Tauromenium. Els colons es van apoderar del territori proper on van edificar la ciutat de Naxos aproximadament l'any 736 aC, segons diu Tucídides.